# Norbert Gstrein
Norbert Gstrein (Mils, 1961. június 3. –) osztrák író.

## Életrajz
Gstrein az ausztriai Innsbruck-ban matematikát tanult az egyetemen, majd 1986-tól nyelvfilozófiai kurzusokat hallgatott a kaliforniai Stanford Egyetemen és a németországi Erlangenben. Ekkor kezdett el komolyabban foglalkozni az irodalommal is.
1990-től szabadfoglalkozású íróként dolgozik. Jelenleg Hamburgban él.

## Fontosabb művei
- Einer (1988, elbeszélések)
- Anderntags (1989, elbeszélés)
- Das Register (1992, regény)
- O2 (1993, novella)
- Der Kommerzialrat (1995, regény)
- Die englischen Jahre (1999, regény)
- Selbstportrait mit einer Toten (2000, regény)
- Das Handwerk des Tötens (2003, regény)
- Die Winter im Süden (2008, regény)
- Die ganze Wahrheit (2010, regény)
- Eine Ahnung vom Anfang (2013, regény)

## Díjai
- Raurisi irodalmi díj (Rauriser Literaturpreis, 1989)
- A brémai irodalmi díj támogatói díja (Förderpreis des Bremer Literaturpreises, 1989)
- Friedrich-Hölderlin-díj (1994)
- Alfred-Döblin-díj (1999)
- A Konrad Adenauer Alapítvány irodalmi díja (Literaturpreis der Konrad-Adenauer-Stiftung, 2001)
- Uwe-Johnson-díj (2003)
- Graz városának Franz-Nabl-díja (Franz-Nabl-Preis der Stadt Graz, 2004)